# نظام حیدرآباد

پرچم حکومت نظام حیدرآباد

سلسله نظام حیدرآباد یا سلاطین آصفیه یا حکومت آصف جاهی از سلسله‌های حکومتی در حیدرآباد دکن در کشور هندوستان بود. شهریاران این سلسله با عنوان نظام مخفف نظام‌الملک از سال ۱۷۲۴ میلادی/۱۱۰۳ شمسی تا سال ۱۹۴۸ میلادی/۱۳۲۷ شمسی حکومت کردند. این سلسله نه تنها در دوره استعمار انگلیس در هند دوام آورد بلکه حتی مدت کوتاهی پس از استقلال هند نیز پابرجا بود.

## پیشینه

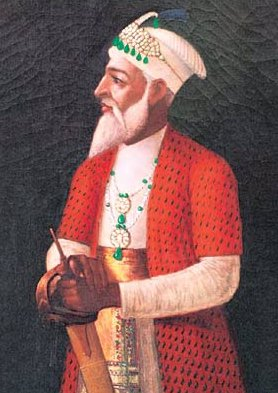
میر قمرالدین صدیقی معروف به آصف جاه نظام‌الملک مؤسس حکومت نظام حیدرآباد

حکومت نظام حیدرآباد در سال ۱۷۱۹ م توسط میر قمرالدین صدیقی معروف به آصف جاه نظام‌الملک تأسیس شد. او نایب‌السلطنه منطقه دکن تحت حکومت گورکانیان هند بود؛ که پس از مرگ اورنگ‌زیب و از هم پاشیدن این امپراتوری حکومت مستقل خود را اعلام کرد. اجداد آصف جاه از بزرگان عرفای سمرقند بودند و خود را از نوادگانِ شهاب‌الدین سهروردی می‌دانستند که به هند مهاجرت کرده بودند. آصف جاه مردی با تدبیر و شجاع بود که سالیان دراز در دکن حکمرانی کرد و در آبادی نواحی دکن کوشش بسیار نمود و سرانجام حکومت مستقل آصف جاهی یا نظام حیدرآباد را بنیان گذارد.
در اواسط سدهٔ هجدهم حکومت نظام به سرعت نسبت به بازماندگان گورکانی پیشی گرفت و قلمرو گسترده‌ای حدود ۵۱۰٫۰۰۰ کیلومتر مربع را در جنوب هند شامل شد. فرمانروایان نظام حیدرآباد به مدت دو سده تا زمان استقلال هند حکومت کردند و این منطقه تا سپتامبر ۱۹۴۸ م یعنی حدود یک سال پس از استقلال هند از بریتانیا که در اتحادیه هند ادغام شد توسط آنان اداره می‌شد.
با تقسیم هند به دو کشور هند و پاکستان، عثمان علی خان حاکم وقت سلسله نظام خود را هم پیمان پاکستان اعلام نمود ولی به علت درگیری‌های قومی و نیز حمله نظامی دولت مرکزی هند ناحیه تحت حکومت وی، تصرف و این ناحیه ضمیمه خاک هندوستان گردید و حکومت نظام برچیده شد.
شهریاران نظام حیدرآباد ازجمله ثروتمندترین افراد جهان بوده‌اند. مجله تایم در ۲۲ فوریه ۱۹۳۷ با اختصاص روی جلد خود به آخرین نظام، عثمان علی خان او را ثروتمندترین مرد جهان نامید.

## هنر و ثروت
حاکمان آصف جاهی حمایت زیادی از ادبیات، هنر، معماری و فرهنگ به عمل می‌آوردند و با جمع‌آوری طلا و جواهر و مواد غذایی فراوان، بسیار ثروتمند شدند.
پس از فروپاشی حکومت گورکانیان در دهلی حکومت پادشاهان نظام در جنوب هند یا دکن، مرکزی بود برای تجمع هنرمندان و دانشمندان و محل رونق و شکوفایی فرهنگ و هنرهای اسلامی به گردید. وجود معادن متعدد سنگ‌های قیمتی در این ناحیه ثروت بی‌حسابی را در اختیار حکومت نظام در حیدرآباد قرار داد تا به راحتی بتوانند مشوق و حامی هنرمندان و دانشمندان باشند.

## سلسله حکمرانان آصف جاهی
کسانی که در حکومت مستقل نظام حیدرآباد فرمانروایی کردند عبارتند از:
| ۱  | میر قمرالدین خان صدیقی، نظام الملک آصف جاه اول               | ۱۷۲۰–۱۷۴۸ |
| ۲  | میر احمد علی خان صدیقی ابن نظام الملک، نظام‌الدوله ناصر جنگ   | ۱۷۴۸–۱۷۵۰ |
| ۳  | نواب هدایت محی‌الدین سعدالله خان بهادر مظفر جنگ               | ۱۷۵۰–۱۷۵۱ |
| ۴  | نواب سید محمد خان صدیقی ابن نظام الملک، امیر الملک صلابت جنگ | ۱۷۵۱–۱۷۶۲ |
| ۵  | نواب میر نظام علی خان صدیقی بهادر، نظام علی خان آصف جاه دوم  | ۱۷۶۲–۱۸۰۳ |
| ۶  | نواب میر اکبر علی خان سکندرجاه صدیقی، سکندر جاه آصف جاه سوم  | ۱۸۰۳–۱۸۲۹ |
| ۷  | نواب میر فرخنده علی خان صدیقی، ناصرالدوله آصف جاه چهارم      | ۱۸۲۹–۱۸۵۷ |
| ۸  | نواب میر تهنیت علی خان صدیقی، افضل الدله آصف جاه پنجم        | ۱۸۵۷–۱۸۶۹ |
| ۹  | نواب میر محبوب علی خان صدیقی، فاتح جنگ آصف جاه ششم           | ۱۸۶۹–۱۹۱۱ |
| ۱۰ | نواب میر عثمان علی خان صدیقی، فاتح جنگ آصف جاه هفتم          | ۱۹۱۱–۱۹۶۷ |
| ۱۱ | برکت علی خان مکرم جاه آصف جاه هشتم                           | ۱۹۶۷–۱۹۷۱ |